# شاهدخت جولیای باتنبرگ
شاهدخت جولیای باتنبرگ (به انگلیسی: Julia, Princess of Battenberg) (۲۴ نوامبر ۱۸۲۵ – ۱۹ سپتامبر ۱۸۹۵)
([] Error: {{Lang-xx}}: فاقد متن (راهنما); ۲۴ نوامبر ۱۸۲۵ – ۱۹ سپتامبر ۱۸۹۵) همسر شاهزاده الکساندر هسن و راین بود. جولیا که فرزند یک ژنرال لهستانی آلمانی‌الاصل بود، ندیمه ماریا الکساندروونا همسر الکساندر دوم روسیه و خواهر شاهزاده الکساندر بود. جولیا و الکساندر با وجود مخالفت تزار روسیه ازدواج کردند. آن دو از طبقه اجتماعی یکسانی نبودند و ازدواجشان ناهم‌تراز محسوب می‌شد. بعدها لودویگ سوم، دوک بزرگ هسن عنوان شاهدخت را به جولیا اعطا کرد. جولیا در ۶۹ سالگی در زهایم-یوگنهایم درگذشت و جسد او در دارمشتات دفن شده. وی مادر الکساندر، شاهزاده بلغارستان بود، همچنین چارلز، شاهزاده ولز و نسل‌های اخیر خانواده سلطنتی اسپانیا از نوادگان جولیا هستند.